# Deutsches Literaturarchiv Marbach

Logo

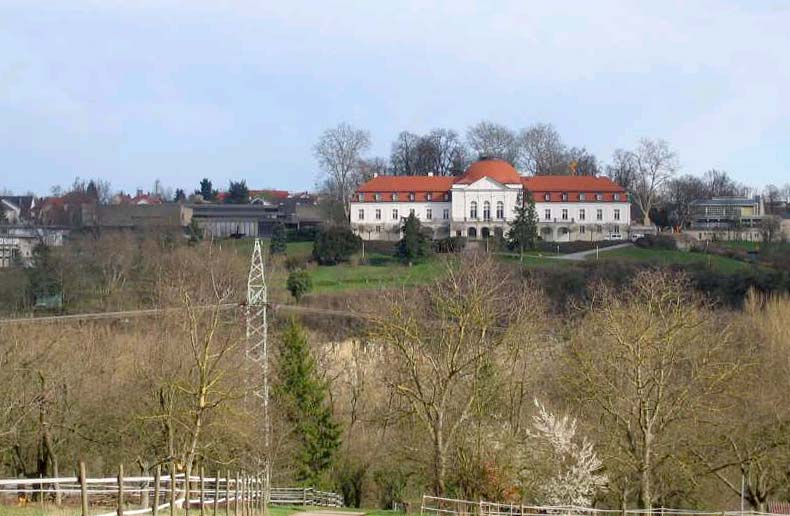
Deutsches Literaturarchiv und Schiller-Nationalmuseum (März 2004)

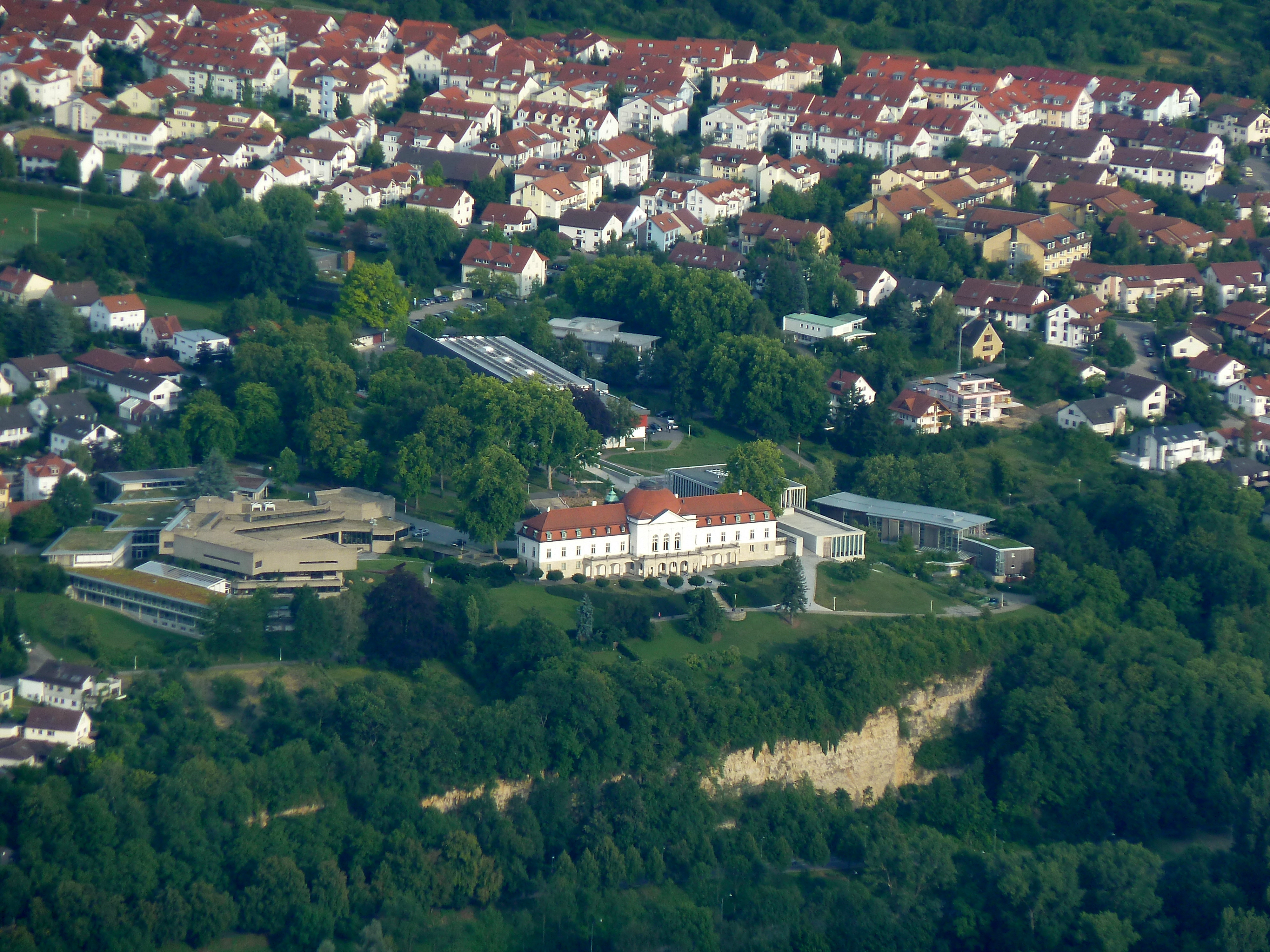
Marbach aus der Luft; unterhalb Bildmitte: Gebäude DLA, Schiller-Nationalmuseum und Literaturmuseum der Moderne (v. l. n. r., Juli 2011)

Das Deutsche Literaturarchiv (DLA) in Friedrich Schillers Geburtsort Marbach am Neckar wurde am 12. Juli 1955 gegründet. Im April 2005 wurde es in Deutsches Literaturarchiv Marbach umbenannt. Sein Träger ist der Verein Deutsche Schillergesellschaft e. V. Das Archiv ist das größte deutsche Literaturarchiv in einer freien Trägerschaft und ist Mitglied im Südwestdeutschen Bibliotheksverbund.

## Deutsches Literaturarchiv Marbach heute
Es bildet zusammen mit dem Schiller-Nationalmuseum, dem Literaturmuseum der Moderne und dem Collegienhaus die einheitliche Institution Deutsches Literaturarchiv Marbach mit
- seinen sammelnden Abteilungen (Handschriftenabteilung, Bibliothek, Bild-Abteilung, Cotta-Archiv),
- der Museums-Abteilung und
- der Direktions- und Verwaltungsabteilung.

### Ziele
Ihre Hauptaufgaben sehen die Marbacher Institute darin, Texte und Dokumente der neueren deutschen Literatur zu sammeln, zu ordnen und zu erschließen. Dazu gehört vorrangig, einerseits die Ergebnisse dieser Arbeit in den beiden Museen durch Ausstellungen und Kataloge der Öffentlichkeit sichtbar zu machen, andererseits wesentliche Beiträge zur Forschung zu leisten durch wissenschaftliche Veröffentlichungen, Lese- und Studienausgaben und Verzeichnisse in verschiedenen Schriftenreihen der Deutschen Schillergesellschaft.

### Die Sammlung
Die Sammlungen der Deutschen Literatur von 1750 bis zur Gegenwart umfassen:
- in der Bibliothek eine Spezialsammlung zur neueren deutschen Literatur mit etwa 750.000 Bänden, darunter zahlreiche geschlossen aufgestellte Schriftsteller-, Verlags- und Sammlerbibliotheken; außerdem Antiquariats- und Autographenkataloge, Buchumschläge,  insbesondere die Sammlung Curt Tillmann und Verlagsprospekte. Es sind ca. 1.100 literarische und literaturwissenschaftliche Zeitschriften abonniert, die zum Teil für den Katalog ausgewertet werden. Angeschlossen ist eine Dokumentationsstelle für Graue Literatur, die nicht im Buchhandel erscheint: Rund 25.000 Mappen zur Zeitungsdokumentation und Rundfunk-, Fernseh- und Theaterprogrammsammlungen, dazu Ton- und Bildton-Dokumente.
- in der Bildabteilung bildliche und gegenständliche Quellen zur Literatur, vor allem Schriftstellerporträts mit über 200.000 Sammlungsobjekten: Gemälde, Skulpturen, Medaillen, Graphiken und Scherenschnitte, Photographien, Plakate und Buchumschläge, Totenmasken und Erinnerungsstücke. Eine Musikaliensammlung mit 5.000 Notendrucken und -handschriften und eine Photowerkstatt sind angeschlossen.
- im Cotta-Archiv das historische Verlagsarchiv des Tübinger und Stuttgarter Cotta-Verlags (1650–1900), des bedeutendsten Verlags der deutschen Klassik, mit ca. 150.000 Briefen, Vertragsakten, Verlagsregistratur und Produktionsbibliothek.
- in der Handschriftenabteilung ca. 1.200 Nachlässe und Teilnachlässe und Sammlungen von Schriftstellern, Philosophen und Gelehrten sowie Archive literarischer Verlage und Zeitschriften; dazu ca. 50.000 Einzelautographen.
- im Suhrkamp-Archiv und Insel-Archiv des Suhrkamp Verlags und des Insel-Verlags bedeutende Bestände zur deutschen Literatur des 20. Jahrhunderts.[2]

### Veröffentlichungen
Museum und Archiv veröffentlichen regelmäßig aus den Sammlungen:
- Deutsches Literaturarchiv. Verzeichnisse – Berichte – Informationen
- Jahrbuch der Deutschen Schillergesellschaft – Internationales Organ für neuere deutsche Literatur
- Marbacher Bibliothek
- Marbacher Faksimile-Drucke
- Marbacher Kataloge
- Marbacher Magazine
- Spuren
- Ferne Spuren
- Veröffentlichungen der Deutschen Schillergesellschaft

### Collegienhaus
Die Deutsche Schillergesellschaft konnte dank mäzenatischer Hilfe und öffentlicher Zuwendungen 1993 ein Collegienhaus (mit 30 Appartements) für das Deutsche Literaturarchiv eröffnen, gedacht für forschende Gäste, Autoren, Stipendiaten. Es trägt sich wirtschaftlich selbst.

### Literaturmuseum der Moderne

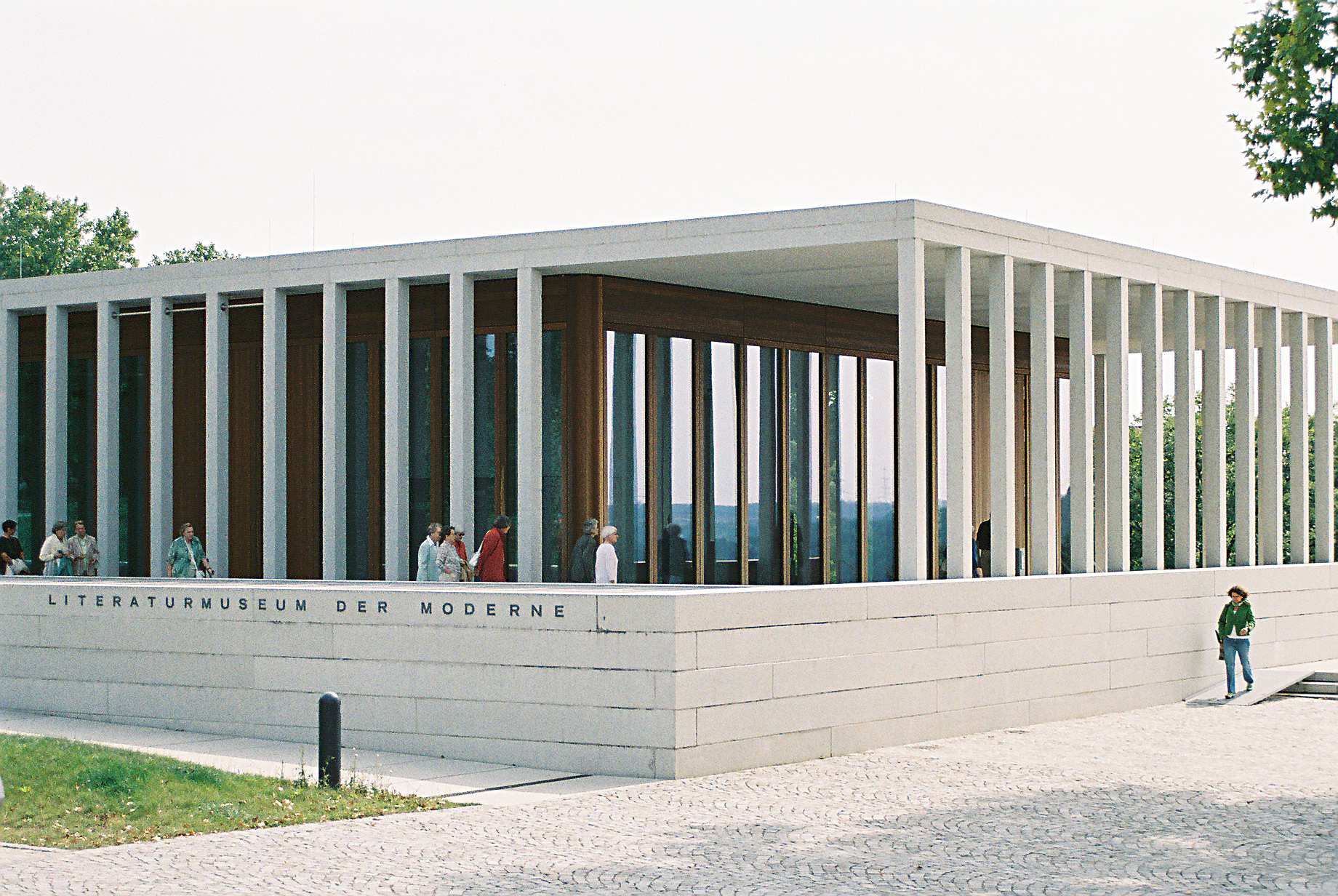
Das Literaturmuseum der Moderne in Marbach

## Deutsches Literaturarchiv und Schiller-Nationalmuseum: die gemeinsame Geschichte

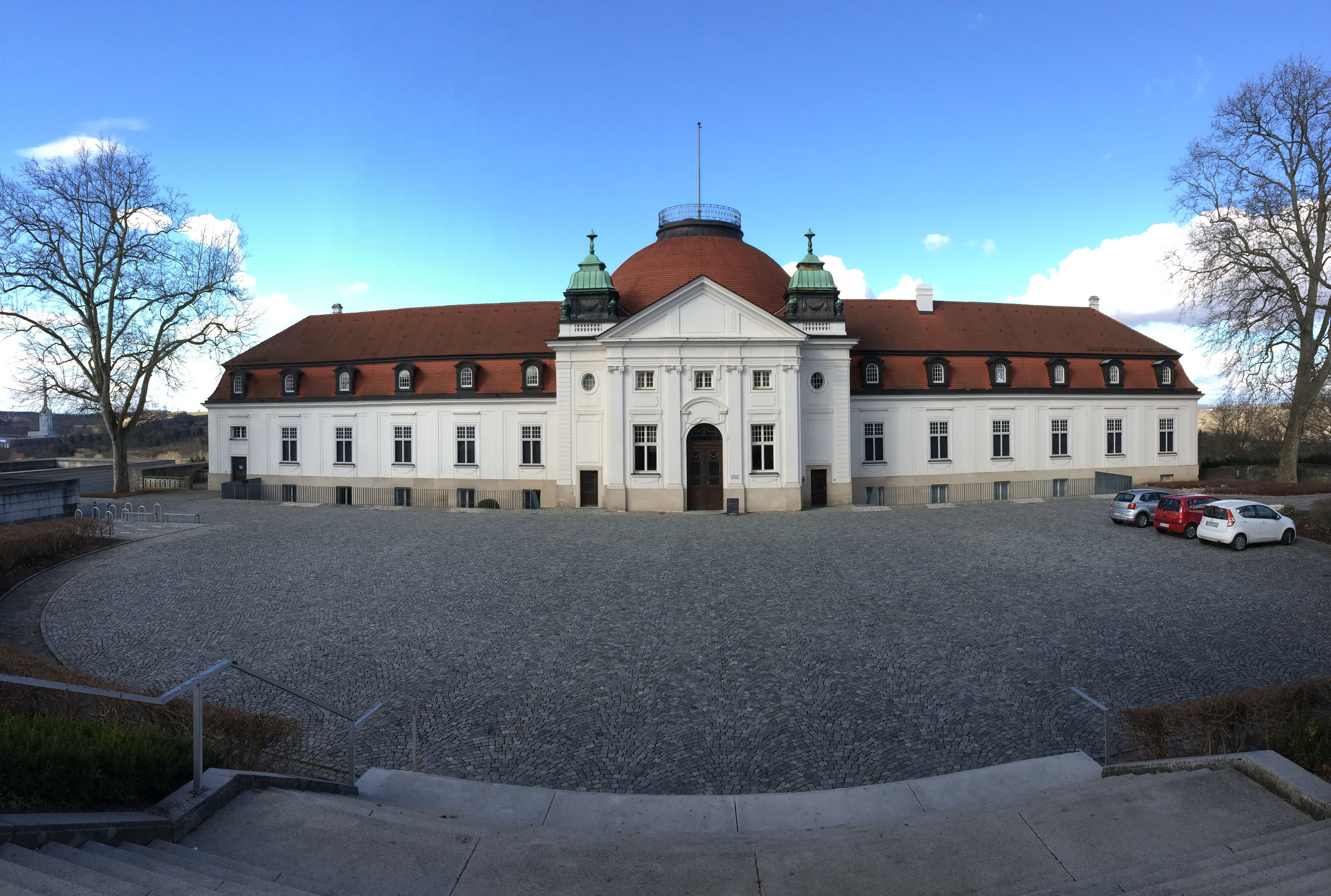
Blick auf den Haupteingang des Schiller-Nationalmuseums

#### Von Schillerdenkmal und Schillerhaus: der Marbacher Schillerverein

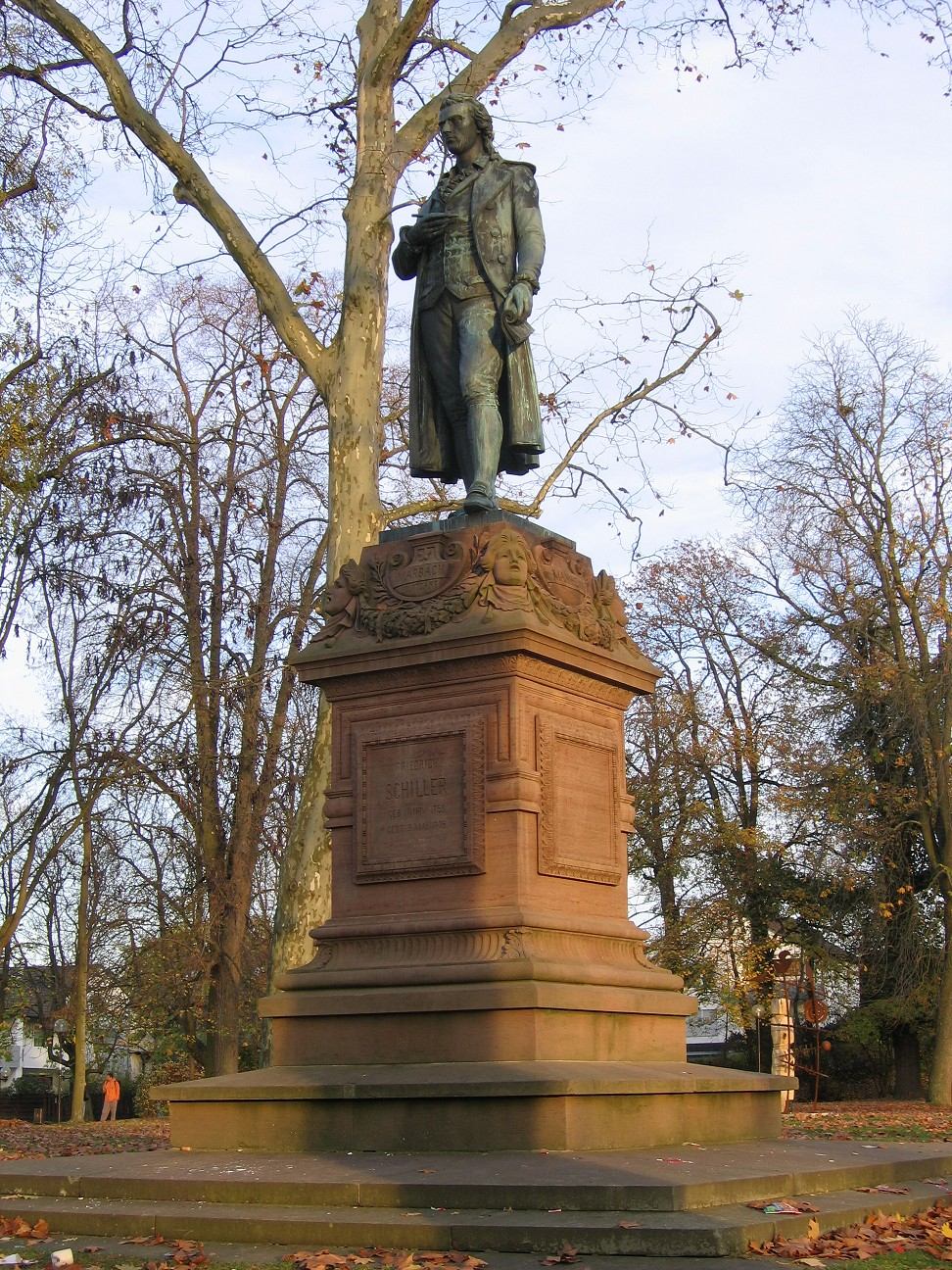
Schillerdenkmal auf der Schillerhöhe

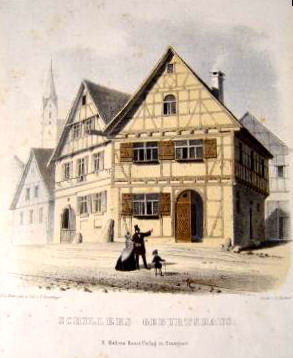
Schillers Geburtshaus, 1850 von Eberhard Emminger gemalt

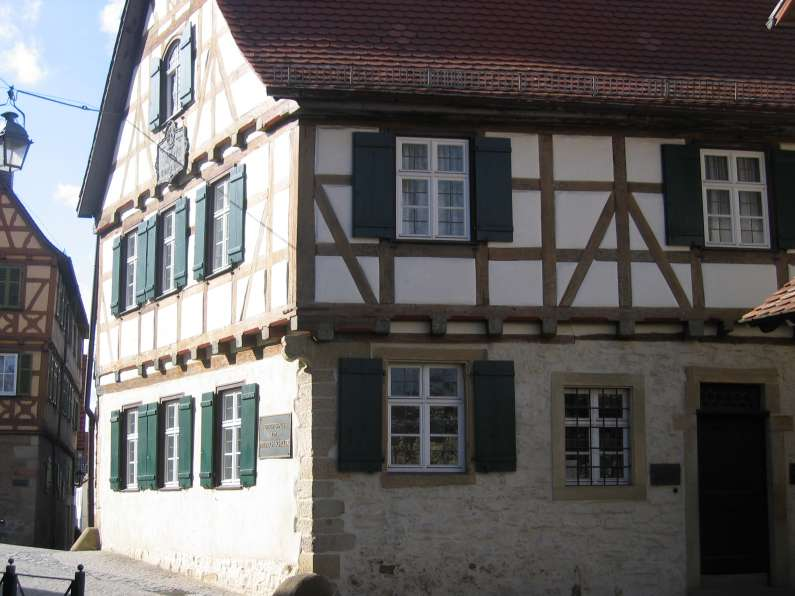
Schillers Geburtshaus heute

#### Deutsches Literaturarchiv seit 1955

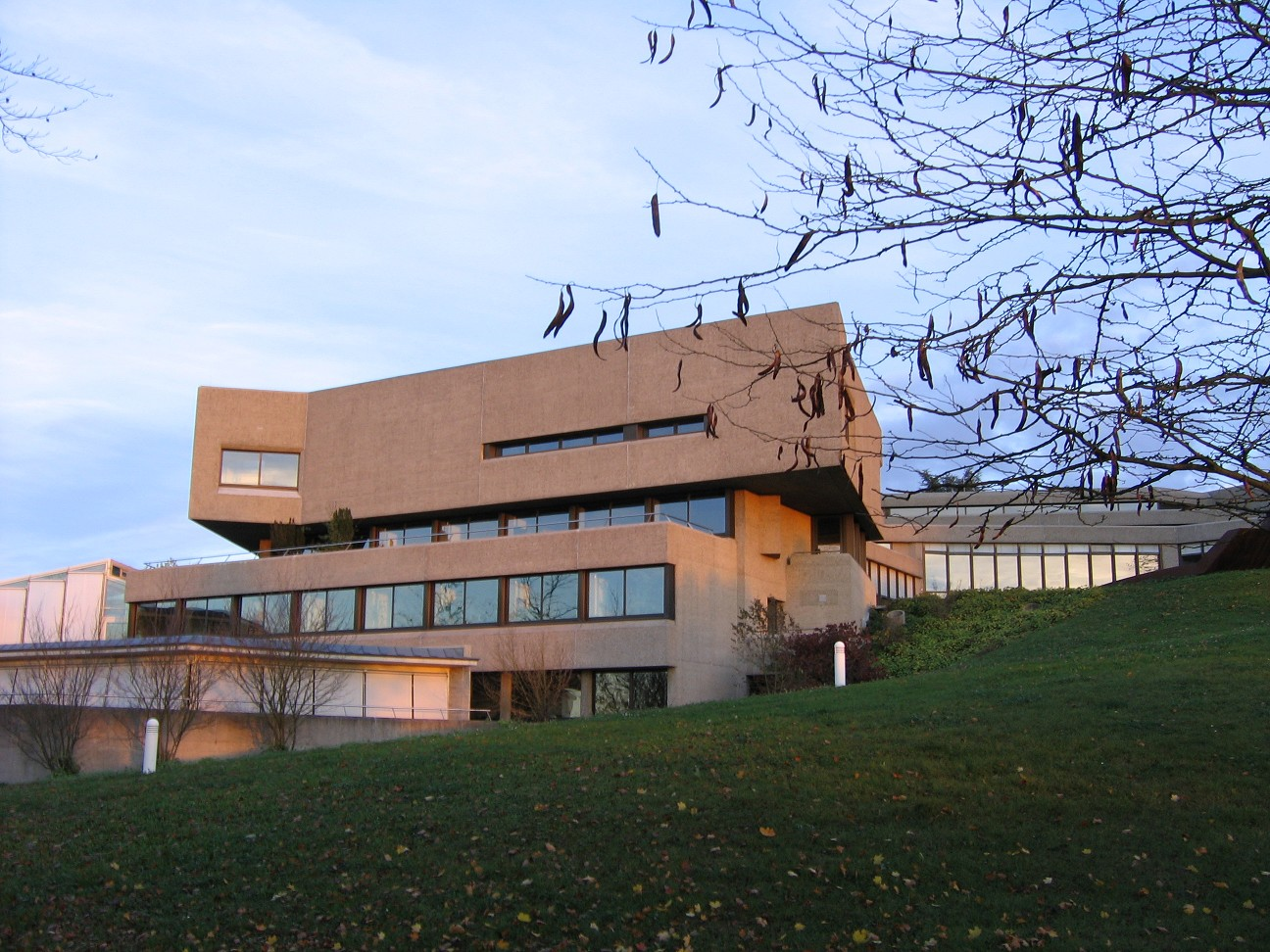
Deutsches Literaturarchiv Marbach